# Danielle de Niese
Danielle de Niese (Melbourne, Australië, 11 april 1979), "Danni" voor intimi, is een sopraan die in het Verenigd Koninkrijk woont. Zij is van gemengd Nederlands-Schotse en Sri Lankaanse afkomst.

## Biografie

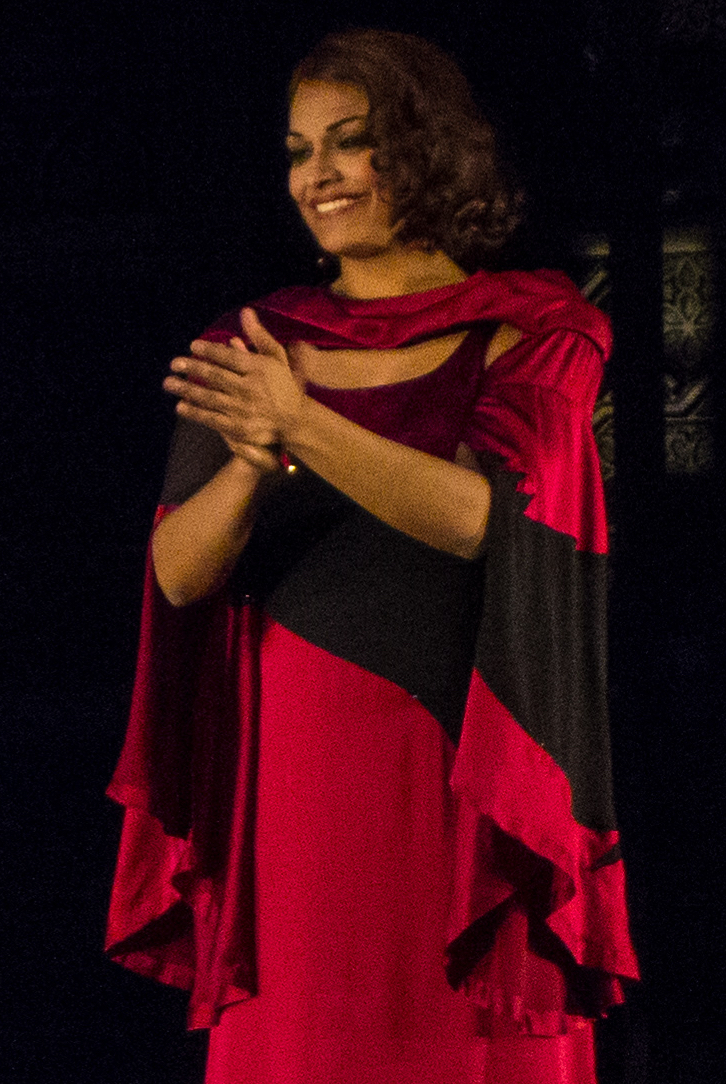
Danielle de Niese

Danielle de Nieses talent werd al vroeg ontdekt: op 9-jarige leeftijd won ze een Australische variant van Idols: de Young Talent Time. Daarmee was zij de jongste winnaar ooit. Het gezin De Niese (vader Chris, moeder Beverly en broer Andrew) verhuisde in 1990  naar Los Angeles, waar Danielle een beurs kreeg voor de Crossroads School for Arts and Sciences in Santa Monica. Zij bezocht de Colburn School Of Performing Arts. Op haar vijftiende debuteerde ze bij de Los Angeles Opera. In New York studeerde ze af in het Met's Lindemann Young Artists Development Program.
Danielle de Niese heeft een vrij breed repertoire. Zo heeft ze Poppea gezongen in L'Incoronazione di Poppea maar zingt ze ook Händel, Mozart en moderne opera. Daarnaast stond ze op Broadway in Les Misérables in de rol van Eponine en acteerde ze in het decor van de speelfilm Hannibal. In Florence zong zij de titelrol in Giacomo Puccini's Tosca. Eind 2006 zong ze bij de Nederlandse Opera Susanna in Le nozze di Figaro en Despina in Così fan tutte, beide opera's van Mozart, onder leiding van Ingo Metzmacher. Haar grootste succes en tegelijk haar internationale doorbraak was haar rol van Cleopatra in Händels opera Giulio Cesare onder regie van David McVicar bij het Glyndebourne-operafestival in 2005, met een "reprise" in 2009.
Andere hoogtepunten in haar carrière zijn haar vertolking van Galatea in Händels Acis and Galatea in Covent Garden en van Ginerra in Ariodante, eveneens van Händel, in het Theater an der Wien.
Haar eerste cd, Handel arias, verscheen in 2007 (Decca 475 8746), en op 7 september 2009 kwam The Mozart album uit (Decca 478 1511).  
Begin 2009 werd de verloving bekendgemaakt met Gus Christie, voorzitter van Glyndebourne. Het huwelijk werd in december 2009 voltrokken in de St. Bartholomew-the-Great in Londen.
Op 22 augustus 2009 was De Niese speciale gast tijdens het jaarlijkse Prinsengrachtconcert in Amsterdam. Ze zong muziek van Mozart, Händel, Franz Lehár, Leo Delibes, George Gershwin en Frederick Loewe. De afsluiter was, zoals gebruikelijk bij het Prinsengrachtconcert, "Aan de Amsterdamse grachten".
In januari 2010 gaf zij met het Italiaanse barokorkest Il Giardino Armonico een vijftal concerten in Nederland, waar zij Händelaria's vertolkte. Daarna keerde ze terug naar de Verenigde Staten naar de Lyric Opera van Chicago voor Le nozze di Figaro van Mozart, vervolgens naar Madrid in het Teatro Real voor L'Incoronazione di Poppea van Claudio Monteverdi en daarna na Parijs in het Théâtre des Champs-Élysées voor Semele van Händel.
Op 12 september 2015 trad ze op tijdens de BBC's Last Night of the Proms in de Royal Albert Hall in Londen.
- Bibliothèque nationale de France: cb146585363 (data)
- CiNii: DA15412431
- Gemeinsame Normdatei: 130290319
- International Standard Name Identifier: 0000 0000 7101 2173
- Library of Congress Control Number: n2002127174
- MusicBrainz: 9d92e90f-2081-4736-bdd2-5fa7a415573e
- Nationale Bibliotheek van Tsjechië: xx0086780
- Nationale Bibliotheek van Israël: 987007430545505171
- Nationale Bibliotheek van Polen: a0000002992326
- Système universitaire de documentation: 129102458
- Virtual International Authority File: 12567013
- WorldCat: E39PBJpyqbrYbR6DPqbXKdMXVC